# Iosia
Iosia (n. 648 î.Hr., Ierusalim, Regatul Iuda – d. 609 î.Hr., Ierusalim, Regatul Iuda) a fost cel de-al 16-lea rege al Regatului Iuda (circa 640 î.Hr. – 609 î.Hr.). Conform Vechiului Testament, Iosia a implementat mari reforme religioase, interzicând venerarea oricărui alt zeu în afară de Dumnezeu.
Existența lui Iosia nu este dovedită de dovezi arheologice sau izvoare istorice, domnia sa fiind menționată numai în Cartea a patra a Regilor. Cu toate acestea, cei mai mulți istorici accept faptul că Iosia a fost un personaj istoric adevărat.